# Paula Hertwig
Paula Hertwig (11 de octubre de 1889 - 31 de marzo de 1983) fue una bióloga y política alemana. Sus investigaciones se centraron en los efectos de la radiación sobre la salud. Hertwig fue la primera mujer que se habilitó en la entonces Friedrich-Wilhelms-Universität de Berlín (actual Universidad Humboldt de Berlín) en el campo de la zoología. También fue la primera bióloga de una universidad alemana. Hertwig es una de las fundadoras de la genética de la radiación junto con Emmy Stein. El síndrome de Hertwig-Weyers, que describe la oligodactilia (presencia de menos de cinco dedos de manos o pies ) en humanos como resultado de la exposición a la radiación, lleva su nombre y el de su colega, Helmut Weyers.

## Biografía
Paula Julie Elisabeth Hertwig nació en Berlín el 11 de octubre de 1889. Era hija del profesor universitario Oscar Hertwig, hermana del anatomista Günther Hertwig y sobrina del zoólogo Richard Hertwig. Se graduó en 1908 en el Realgymnasium. Estudió zoología, botánica y química en la Universidad de Berlín, donde se doctoró en medicina. Después fue asistente en el Instituto Anatómico-Biológico de la Universidad de Berlín.
Durante el periodo 1916-21, Hertwig fue asistente de zoología no remunerada en el Instituto Anatómico de su padre. En 1919 se habilitó como primera mujer en la entonces Friedrich-Wilhelms-Universität de Berlín (actual Universidad Humboldt de Berlín) en el campo de la zoología. Posteriormente, fue Privatdozentin de Biología General y Herencia en este instituto. En 1921, también fue nombrada asistente del Instituto de Investigación sobre la Herencia y la Cría de la Escuela Superior de Agricultura, donde trabajó para Erwin Baur. De 1927 a 1945, fue profesora asociada de genética en el Instituto Biológico-Anatómico de la Facultad de Medicina de la Universidad de Berlín. Como primera bióloga de una universidad alemana, impartió allí clases de biología para estudiantes de medicina. En 1940 fue nombrada jefa del Departamento de Zoología del Instituto de Herencia.
Hertwig, que pertenecía al Partido Demócrata Alemán, fue elegida en 1932 como miembro del Parlamento en el Landtag prusiano y en febrero de 1933 nuevamente como diputada en el último Landtag prusiano.
En la época de la Alemania nazi, en 1937, fue miembro de la Liga de Conferenciantes Alemanes Nacionalistas, pero no se afilió al Partido Nazi. A partir de 1937, trabajó en el Instituto Max Planck para la Investigación del Cerebro y se convirtió en secretaria de la Deutschen Gesellschaft für Vererbungswissenschaft (Sociedad Alemana de la Herencia). A partir de 1939, también trabajó como asistente de investigación en el Instituto de Investigación sobre Herencia y Crianza de la Universidad de Berlín en Zehlendorf. Entre 1941 y 1942, participó en el proyecto de investigación de la DFG Erbschädigungsprobuche sobre ratones.

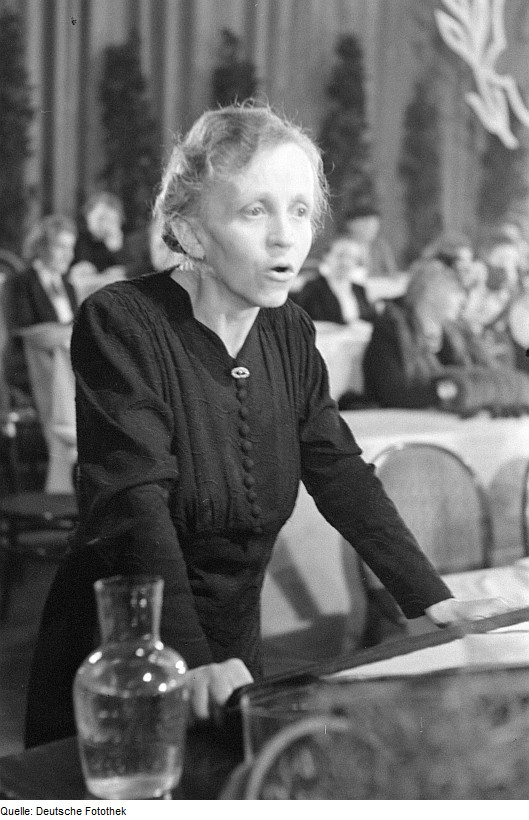
Hertwig en el congreso de fundación de la Liga de Mujeres Democráticas de Alemania del 7 al 9 de marzo de 1947 en el Admiralspalast de Berlín.

En mayo de 1945, fue llamada a la Facultad de Medicina de la Universidad Martin Luther de Halle-Wittenberg, donde en 1948 se convirtió en profesora de Biología General y Herencia. En el congreso fundacional de la Liga Democrática de Mujeres de Alemania (DFD), en marzo de 1947 fue elegida miembro del Comité Ejecutivo Federal. De 1947 a 1948, fue presidenta de la asociación estatal Sajonia-Anhalt de la DFD; y de marzo de 1948 a marzo de 1949, miembro del 1er Consejo Popular en la zona de ocupación soviética (SBZ).
En 1953, fue elegida miembro de la Academia de Ciencias Leopoldina. Desde 1955, fue miembro de la Academia de Ciencias y Humanidades de Sajonia . En 1956, recibió el Premio Nacional de la República Democrática Alemana y la Orden Patriótica del Mérito en bronce, y en 1959, el título de Científica Destacada del Pueblo. Al año siguiente se jubiló.
En 1972, Hertwig se mudó a Villingen-Schwenningen en la Selva Negra. En junio del mismo año, la Facultad de Medicina de la Universidad de Heidelberg le otorgó un doctorado honoris causa.
Hertwig es una de las fundadoras de la genética de la radiación junto con Emmy Stein. El síndrome de Hertwig-Weyers, que describe la oligodactilia en humanos como resultado de la exposición a la radiación, lleva su nombre y el de su colega, Helmut Weyers.
Hertwig murió en Villingen-Schwenningen el 31 de marzo de 1983.

## Trabajos seleccionados
- Durch Radiumbestrahlung verursachte Entwicklung von halbkernigen Triton- und Fischembryonen, 1916
- Ein neuer Fall von multiplen Allelomorphismus bei Antirrhinum, 1926
- Handbuch der Vererbungswissenschaft. III, A. u. C, Partielle Keimesschädigungen durch RAdium und Röntgenstrahlen , 1927
- Die genetischen Grundlagen der Röntgenmutation, 1932
- Energiehaushalt : besondere Einflüsse auf Ernährung und Stoffwechsel, 1932
- Die künstliche Erzeugung von Mutationen und ihre teoretischen und praktischen Auswirkungen, 1932
- Handbuch der Ernahrung und des Stoffwechsels der Landwirtschaftlichen Nutztiere als Grundlagen der Futterungslehre. 4, Energiehaushalt. besondere Einflusse auf Ernahrung und Stoffwechsel, 1932
- Geschlechtsgebundene und autosomale Koppelungen bei Hühnern, 1933
- Deutsche Gesellschaft Vererbungswissenschaft : Bericht über die. . . Jahresversammlung Im Auftrage der Gesellschaft herausgegeben von Paula Hertwig. , 1934
- Erbanlage und Umwelt, 1934
- Der Alkohol in seiner Wirkung auf die Fortpflanzungszellen, 1935
- Artbastarde bei Tieren, 1936
- Handbuch der Vererbungswissenschaft, 1936
- Strahlenschäden und Strahlenschutz im zellulären Bereich, 1957
- Anpassung, Vererbung und Evolution., 1959
- Diferencias en las capacidades de desarrollo de los ratones F₁ después de la radiografía de espermatogonios y espermatozoides maduros e inmaduros, 1959